# Équipe de Catalogne masculine de basket-ball
Cet article traite de l'équipe masculine. Pour l'équipe féminine, voir Équipe de Catalogne féminine de basket-ball .
Maillots
Actualités
L'équipe de Catalogne de basket-ball est la sélection des meilleurs joueurs catalans de basket-ball. Elle est placée sous l'égide de la Fédération Catalane de basket-ball (En espagnol: Federação Catalã de Basquetebol) (En catalan: catalão:Federació Catalana de Basquetbol).

## Histoire
Le premier match officiel de l'équipe de Catalogne débute le 25 mars 1927 en Catalogne, face à un club argentin, le Club Hindú remporte la rencontre 50 à 16.
De 1929 à 1933, l'équipe a joué plusieurs matchs amicaux avec d'autres équipes régionales européennes.
En 1980, la Fédération catalane de basket-ball relance l'équipe catalane lors d'une série de 4 matchs amicaux face au Pays basque. La sélection catalane remporte 3 matchs et perd une seule rencontre.
Le 28 avril 1980, l'équipe de Catalogne rencontre pour la première fois une nation en match amical, l'Équipe d'Union soviétique de basket-ball remporte la rencontre 109-97.
En juin 1982, la Fédération Catalane de basket-ball organise à Barcelone le Trophée de Barcelone dont la Catalogne remporte. La catalogne remporte chacune de ses rencontres face au Brésil, à la France et à la Tchécoslovaquie.

## Palmarès
Trophée de Barcelone
- 1982 :  1er

Tournoi des Nations (Torneo de las Naciones)
- 2008 :  3e
- 2009 :  3e[2],[3]
- 2010 :  1er[4]

MVP
- 2010 : Guillem Rubio

## Matchs
| Date             | Victoire          | Défaite                 | Résultat | Hote            |
| ---------------- | ----------------- | ----------------------- | -------- | --------------- |
| 25 mars 1927     | Club Hindú        | Catalogne               | 50-16    | Barcelone       |
| 8 décembre 1929  | Ambrosiana Milano | Catalogne               | 42-29    | Barcelone       |
| 13 juillet 1930  | Catalogne         | Foyer alsacien Mulhouse | 29-26    | Barcelone       |
| 17 juillet 1932  | Catalogne         | CA Colonne              | 31-22    | Barcelone       |
| 1933             | Castille          | Catalogne               | 33-29    | Barcelone       |
| avril 1980       | Catalogne         | Pays basque             | 102-84   | Valls           |
| avril 1980       | Catalogne         | Pays basque             | 99-92    | Vic             |
| avril 1980       | Catalogne         | Pays basque             | 101-96   | Vitoria-Gasteiz |
| avril 1980       | Pays basque       | Catalogne               | 129-124  | Bilbao          |
| 28 avril 1980    | URSS              | Catalogne               | 109-97   | Badalone        |
| avril 1980       | Catalogne         | Brésil                  | 81-76    | Barcelone       |
| avril 1980       | Catalogne         | France                  | 111-98   | Barcelone       |
| avril 1980       | Catalogne         | Tchécoslovaquie         | 110-94   | Barcelone       |
| 26 décembre 1987 | Yougoslavie       | Catalogne               | 120-95   | Barcelone       |
| 24 mai 1992      | Croatie           | Catalogne               | 118-82   | Barcelone       |
| 27 juin 2002     | Catalogne         | Croatie                 | 82-75    | Barcelone       |
| 30 juin 2005     | Catalogne         | Cuba                    | 101-70   | Badalone        |
| 6 juin 2008      | Pays basque       | Catalogne               | 81-79    | Gérone          |
| 7 juin 2008      | Catalogne         | Portugal                | 93-63    | Gérone          |
| 26 juin 2009     | Portugal          | Catalogne               | 69-68    | Bilbao          |
| 26 juin 2009     | Catalogne         | Galice                  | 93-72    | Bilbao          |
| 2 juillet 2010   | Catalogne         | Pays basque             | 76-72    | Lugo            |
| 3 juillet 2010   | Catalogne         | Lituanie                | 78-67    | Lugo            |